# Rudolf Hahn (Mediziner, 1876)
Rudolf Hahn (* 27. Juni 1876 in Steckborn; † 26. Juni 1962 in Frankfurt a. M.) war ein deutscher Psychiater.

## Leben
Hahn war der Sohn des Schweizer Mechanikers Karl Ernst Rudolf Hahn und dessen Ehefrau Maria Magdalena, geb. Siegwart. Nach dem Abitur in Zürich studierte er ab 1896 zunächst Theologie in Zürich, bevor er 1897 zum Studium der Medizin – an den Universitäten Zürich und München – wechselte. 1902 legte er das Staatsexamen ab. Als Volontär arbeitet er an der Psychiatrischen Universitätsklinik in Heidelberg bei Emil Kraepelin. 1905 wurde er dann in Zürich promoviert. Von 1904 bis 1906 war Hahn Assistenzarzt in der Thurgauischen Irrenanstalt in Münsterlingen, anschließend hospitierte er in Berlin an der Charité bei Theodor Ziehen und in den Kliniken von Hermann Oppenheim und Emanuel Mendel. 1907 ging er an die „Städtische Anstalt für Irre und Epileptische“ in Frankfurt, wo er bei Emil Sioli tätig war. Hahn erhielt die deutsche Staatsangehörigkeit, machte das deutsche Staatsexamen nach und erhielt dann die deutsche Approbation. Im Ersten Weltkrieg arbeitete er im Frankfurter Reservelazarett IV. 1917 wurde Hahn in Frankfurt habilitiert, 1930 wurde er zum außerordentlichen Professor ernannt. Von 1924 bis 1934 arbeitete er als Oberarzt, bevor er Leiter der Städtischen Fürsorgestelle für Nerven- und Gemütskranke im Frankfurter Gesundheitsamt wurde. Er war Mitglied in der Nationalsozialistischen Volkswohlfahrt und Förderndes Mitglied der SS. 1939 verlor er seine Lehrbefugnis. In seiner Funktion im Gesundheitsamt beteiligte er sich an der nationalsozialistischen „Rassenhygiene“. Er erstellte beispielsweise Gutachten für Verfahren zur Zwangssterilisation, wirkte auch an Urteilen zu Sterilisationsverfahren mit und beurteilte psychisch erkrankte Kinder und Jugendliche. Hahn war daneben auch Mitglied im Frankfurter Erbgesundheitsgericht.
Im September 1945 wurde Hahn auf eigenen Wunsch pensioniert, 1946 endete sein Spruchkammerverfahren im Kreis Balingen mit der Einstufung „politisch nicht belastet“.

## Veröffentlichungen
- Über die Beziehungen zwischen Fehlreaktionen und Klangassoziationen. In: Emil Kraepelin (Hrsg.): Psychologische Arbeiten. Bd. 5. Wilhelm Engelmann, Leipzig 1910 (Zürich, Univ., Diss.)
- Assoziationsversuche bei jugendlichen Epileptikern. o. O. 1917 (Frankfurt, Univ., Habil., 1917).